# Dominik Filip (spisovatel)
Dominik Filip (18. srpna 1879, Jičín - 28. listopadu 1946, Praha) byl středoškolský učitel, spisovatel, redaktor a vědecký pracovník.

## Život

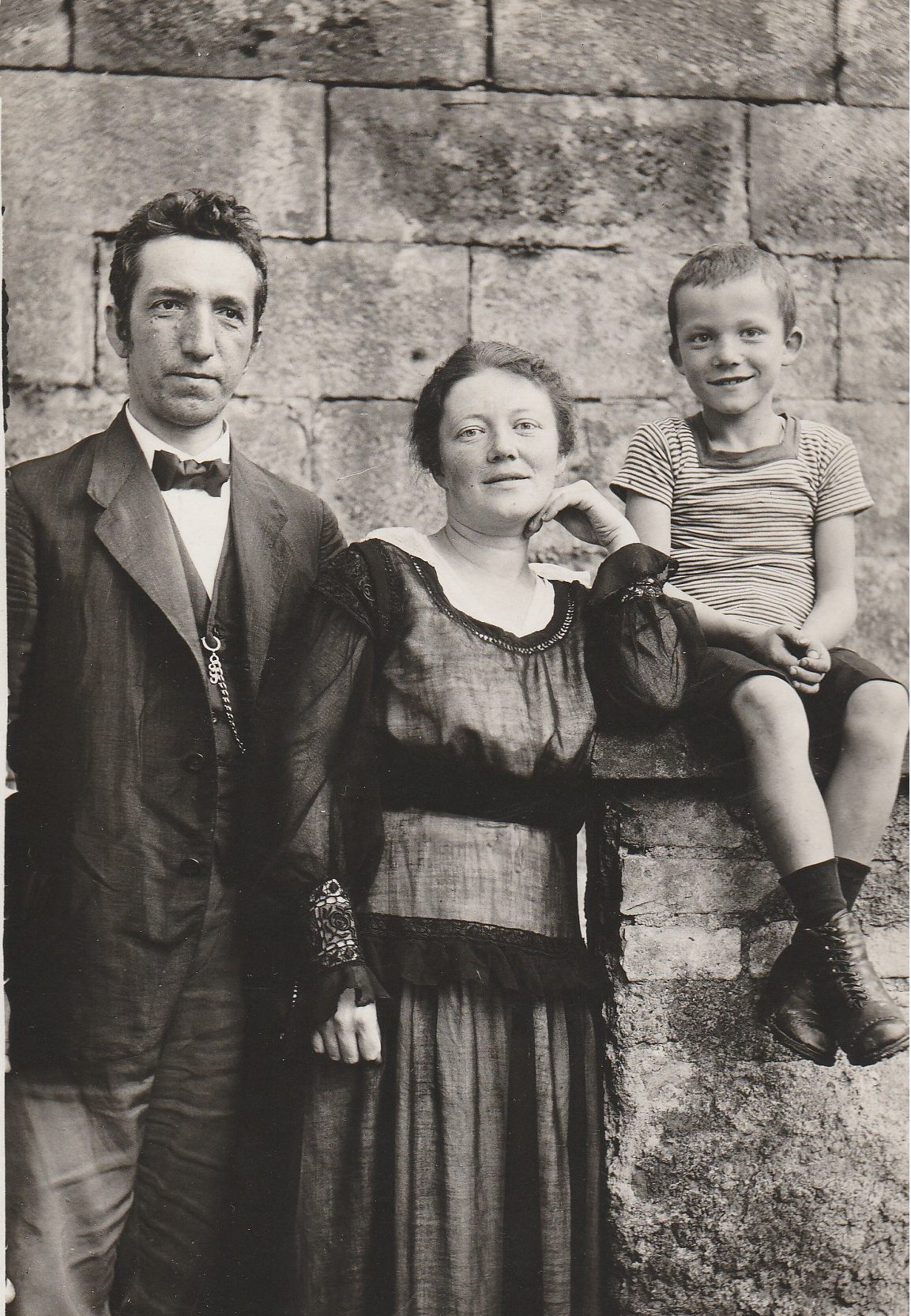
Spisovatel Dominik Filip s ženou Klárou a synem Jindřichem

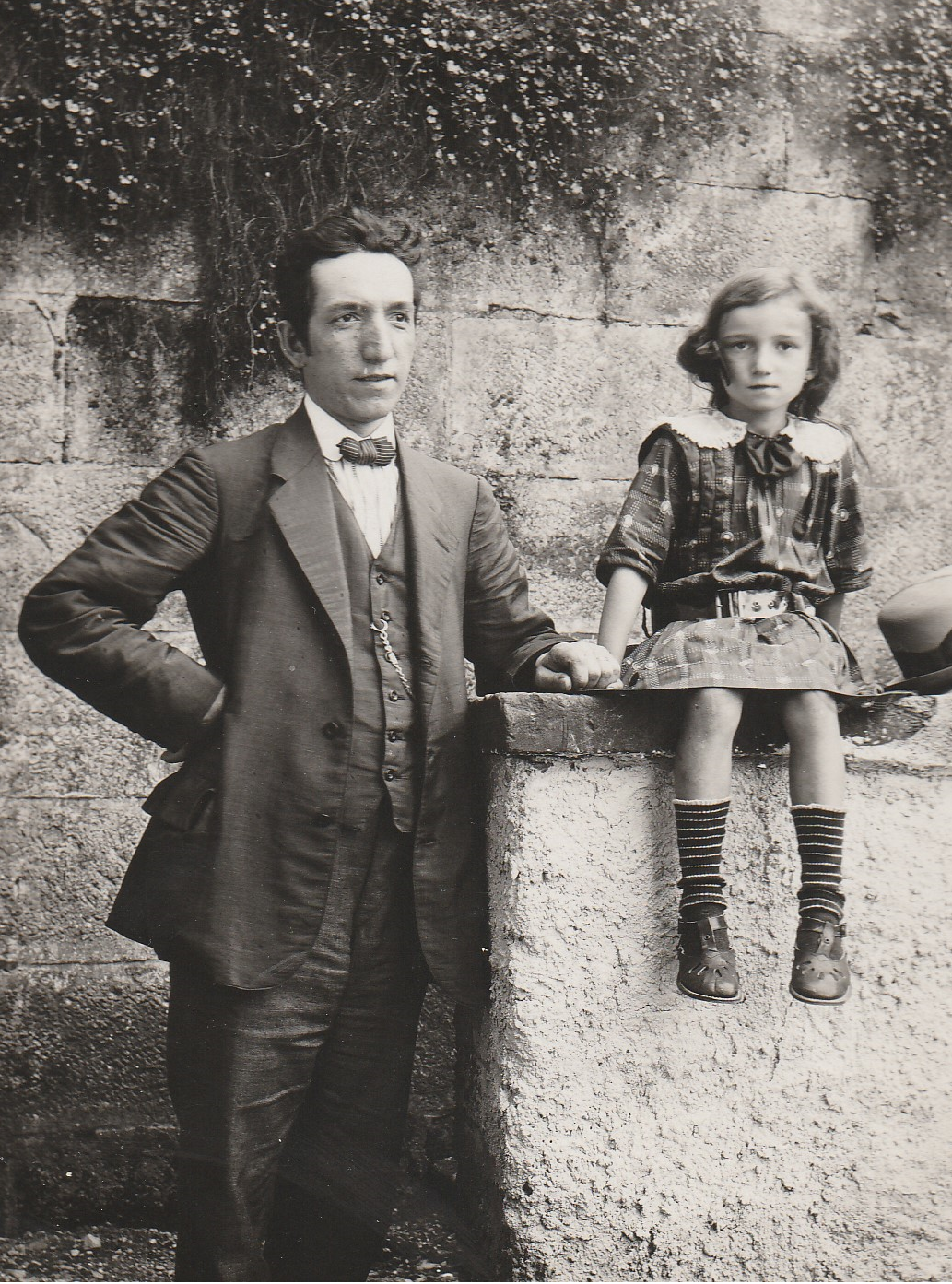
Spisovatel Dominik Filip a jeho dcera Ludmila

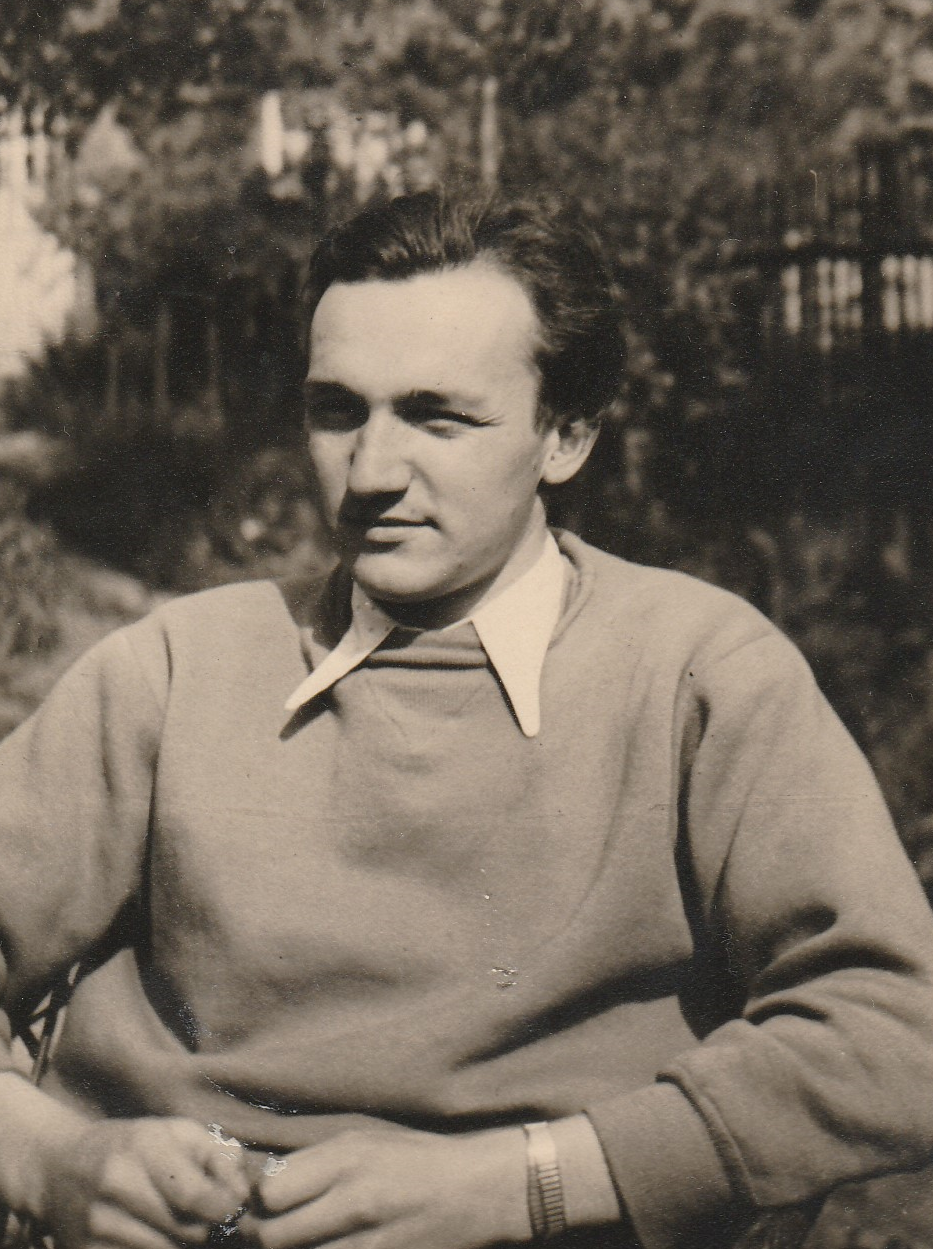
Syn spisovatele Dominika Filipa: Vladimír

Narodil se roku 1879 v Jičíně, ale ještě před nastoupení do obecné školy se přestěhoval s rodiči do Jamného nad Orlicí, odkud pocházel jeho rod.
Vyrůstal v dělnickém prostředí ve velké kartáčnické firmě, kterou založil a vedl jeho otec. Jako chlapec zde vydržel celé hodiny poslouchat místní pověsti. Tehdy se zřejmě zrodila jeho láska k pověstem pocházejícím z kraje pod Suchým vrchem.
Ve dvanácti letech byl dán rodiči na reálku v Jičíně, zde bydlel u prarodičů ze strany své matky. Rodiče z něj chtěli mít inženýra, ač jeho touhou bylo gymnázium. Již v sextě začal psát básně a angažoval se ve studentském časopise. Po maturitě vstoupil na techniku s pevným rozhodnutím, že se do dílny nevrátí. V tichosti se však dal zapsat na přednášky na Filozofické fakultě v Praze, kde chtěl studovat češtinu a historii. Povinná řečtina ho ale brzy odradila, a tak se začal věnovat zeměpisu a přírodopisu, jehož studium dokončil.
Po škole nastoupil jako suplent v Kolíně. Zde napsal první knihu věnovanou dětem: Mezi skřítky. Dále působil v Kostelci nad Orlicí. Zde se oženil se svou chotí Klárou, rozenou Kučejovou a narodili se jim zde jejich první dvě děti Ludmila a Jindřich. První světová válka přerušila jeho psaní cestopisu po východní Evropě: Z cesty po Rusi. Jeho životní dráha pokračovala do Pardubic a Hradce Králové. Zde se v roce 1917 narodilo jeho třetí dítě, syn Miloš. Se vznikem nové Československé republiky se vydal s velkým vlasteneckým nadšením působit jako správce gymnázia do Liptovském Sv. Mikuláše na Slovensko. Zde spatřila světlo světa kniha Trpasličí robinsonáda. Jeho pokrokovost však vzbudila nevoli zdejšího biskupa, a tak byl nucen se již v roce 1920 vrátit zpět do Čech. V Hradci se mu narodil nejmladší syn Vladimír. Jeho kroky nyní mířily do Prahy. Zde jako reakci na předchozí utlačování katechetou vystoupil s celou rodinou z katolické církve. Od roku 1922 vyučoval na Pražské reálce v Dušní ulici přírodopis a zeměpis. V Praze žil se svou rodinou ve vilce v nové čtvrti Ořechovka, kde jeho potomci žijí dodnes. V letech 1934–1945 řídil časopis pro dětskou literaturu Úhor. Kolem roku 1930 přišel o hlas a byl přeřazen na ministerstvo školství, kde se stal zástupcem sekčního šéfa. Jakmile se stal Emanuel Moravec ministrem Ministerstva školství, odešel raději předčasně do penze (v 58 letech). V 30. letech byl členem Kruhu českého jazyka, ze kterého se vyvinul Ústav pro jazyk český. Byl předsedou nadace Domova středoškolského studenstva, která umožňovala studium nadaným nemajetným studentům. Rovněž byl pracovníkem Společnosti přátel literatury pro mládež a Masarykova lidovýchovného ústavu. V nakladatelství Orbis byl zakladatelem edice domácího učení (učení na dálku). Byl předsedou politicky zaměřeného Realistického klubu, který řídil až do příchodu Němců, kdy byl klub rozpuštěn.
Mezi jeho přátele patřili spisovatelé Seifert, Halas, Nezval, sochaři Sucharda, Kavka, Španiel, malíři Filla, Vincenc Beneš a jeho životním přítelem byl Vojta Beneš (bratr Edvarda Beneše).
Každé prázdniny od maturity až do konce života trávil se svou rodinou v zamilovaném kraji v okolí Jablonného nad Orlicí.
Zemřel v roce 1946 v Praze.

## Dílo
Svůj život zasvětil Orlickému podhůří a věnoval se mu ve své tvorbě. Sebral velké množství místních pověstí, příběhy poté zpracoval ve svých knihách. Ceněny jsou jeho pohádky, ve kterých zpracoval náměty z lidových vyprávění, mýtů a legend. Jeho knihy vycházejí také z biblických, antických, orientálních i středověkých námětů. Soustavně se zabýval též kritikou dětské literatury, publikoval mnoho teoretických prací, především o pohádkách.
Své články uveřejňoval v mnoha časopisech. Např. časopis Zlatá Praha, Časopis turistů, časopis Úhor.
Za socialismu se jeho díla nevydávala kvůli nevhodnému buržoaznímu původu. V roce 1987 dosáhl jeho syn Vladimír vydání knihy Pohádky ze Zapomenuté země obsahující výbor jeho nejlepší tvorby.
- Původ a domov našich obilin, (1906)
- Mezi skřítky a jiné pohádky (1914) - Kniha byla původně určená jeho dcerce, která mu však v osmi letech zemřela.
- Z cesty po Rusi - cestopis vydávaný na pokračování v Časopise turistů, pojednává hlavně o české kolonii Nikolajevka, kterou navštívil v roce 1910 stvéváspolu s panem učitelem Kubištou a jeho paní.
- Zlatá studánka (1919) - Knihu psal k vůli otázce o posmrtném životě, nutil se věřit ve shledání z dcerkou. Pohádka O hvězdě života z této knihy byla zfilmována roku 1998, ale jedná se spíše o film na motivy původního pohádky, než věrné zfilmování předlohy.
- Trpasličí robinsonáda (1920) - Dva chlapci z trpasličí rodiny, Malík a Špalík se dostanou s ledovou krou na opuštěný ostrov a prožívají zde robinsonovská dobrodružství. Dle slov samotného autora se jedná o jeho dvě nejstarší děti, které obě v mladém věku zemřely.
- České dušičky (1922) - Drama pro mládež.
- Zelené oči (1922) - Zdramatizovaná pohádka ze Zlaté studánky.
- Jak se čerti ženili (1924) - Kniha je souborem patnácti pohádek, legend a bájí zpracovaných pro dětské čtenáře.
- Poslední oběť Bélova (1925) - V knize chce autor odpovědět na otázky o původu legend o stvoření světa z první knihy Mojžíšovy.
- Probuzení a konec Lojzy Trhana I, II (1930) - Autor se v díle zabývá v té době originálním tématem - dočasnou ztrátou paměti. Je to román pro dospělé.
- Druhým životem (1931) - Román dobrého člověka, opět určen dospělému čtenáři.
- Rok v přírodě (1933) - Učebnice přírodovědy pro střední školy (tři díly: na některých spolupracoval s Emílií Koričánskou a Rudolfem Šmikou)
- Suchý Vrch a jeho okolí na mapách - Geografické dílo vydávané na pokračování v Časopise turistů.
- Židovská literatura bájivá (1936)
- Kouzelný prsten krále Šalamouna (1937)
- Němčina pro každého (1939)
- Trpaslíčci Robinsoni (1940) - Přepracované vydání knihy Trpasličí robinsonáda z roku 1920.
- Krátká kronika města Jablonného nad Orlicí (1940)
- Pohádky ze zapomenuté země (1941)
- V srdci české divočiny (1946) - Historický román z doby vlády Přemysla Otakara II. zasazený do kraje okolo Jablonného nad Orlicí, který popisuje kolonizaci pohraničí a život v pohraniční celnici Gabloně = Jablonné. Do původního vydání nakreslil místopisnou mapu, kde se odehrává děj, jeho syn Miloš.
- Opuštěná země (1947) - Kniha ze života starých Slovanů a o jejich přesídlení z pravlasti na "hrazené místo", na území dnešního Hradce Králové.
- Filmařova dobrodružství v pravěku (1948)